# Бохан, Дорофей Дорофеевич
Дорофей Дорофеевич Бохан (4 февраля 1878, Минск — 1942, Тегеран) — русский, белорусский и литовский журналист, поэт, прозаик, переводчик, литературовед, критик, эссеист, публицист, общественный деятель, отец русской поэтессы Софии Бохан-Савинковой.

## Биография
Родился в Минске. Окончил Полоцкий кадетский корпус, затем петербургское Константиновское артиллерийское училище. Служил в артиллерии. Ряд стихотворений, написанных им в Маньчжурии, указывает на то, что Д. Бохан принимал участие в русско-японской войне (1904—1905). В 1905 году за участие в политической демонстрации был переведен в Вильно.
В 1907 году привлекался к уголовной ответственности за публикацию антиправительственных материалов в газете буржуазно-демократического направления «Голос провинции». Был осужден Виленским судом к 8 месяцам заключения.
В 1908 году в чине штабс-капитана артиллерии вышел в отставку.
В 1919—1920 годах работал в Наркомпросе Белоруссии. В конце 1920 г. бежал с семьей в Вильнюс. Занимался организацией лекций и литературных вечеров, руководил Литературно-артистической секцией Виленского Русского общества, которая в 1936 году стала самостоятельной литературной группой «Виленское содружество поэтов». Был председателем поэтической литературной группы «Барка поэтов», которая действовала при Университете Стефана Батория.
В 1939 году в итоге Советско-польской войны был арестован советскими властями. Будучи польским гражданином, попал в польское войсковое формирование, созданное генералом В. Андерсом. В его рядах оказался на Ближнем Востоке — в Иране, где в 1942 году погиб в Тегеране.

## Журналистская деятельность
Журналистикой Д. Бохан стал заниматься с 1897 года. В 1901 году в типографии Тасьмана опубликовал книгу «Минские предания и легенды». Сотрудничал с газетами «Минский листок», «Северо-Западный край», «Голос провинции» (в 1907 году — один из редакторов газеты), «Минский голос», «Минские ведомости», «Северо-Западная жизнь», «Окраина», «Белорусская жизнь», «Северо-западной слово», позже сотрудник выходивших в Виленском крае газет: «Виленское утро», «Наша жизнь», «Наше время», «Русское слово», редактор-издатель газеты «Искра» (в 1936—1937 годах «Новая искра»). Выступал с регулярными обзорами польской печати и литературы.
Использовал множество псевдонимов и криптонимов: Минчанин, А. Серебряный, Н. М. Серебрянский, М. И. Чернявский, Д. Слижень, Вова Крутиков, Додо, Д. Б., Д, Н. С., М. Ч. и другие.

## Творчество
Автор поэтических произведений:
- поэмы «Из тьмы веков». (Либава, 1904).
- Спор. Маленький фельетон (1921)
- Светлый праздник (1921)
- Василёк и маргаритка (1921)
- Новый год (1922)
- В день Рождества (1922)
- Врагам (1922)
- Христос и Русь (1929)
- Наш праздник (1929)
- Светлый праздник (1930)
- Гоголю (1934)
- Что было — что будет. Октавы о России (1936) и других.

## Избранная прозаика
- Галя. Из сказок действительности (1921)
- Господь Бог и съезд советов (Рождественская легенда) (1922)
- По чужим углам (1923)
- Пасха доктора Гулевича (Из летописи наших дней) (1924)
- Жестокие миниатюры (1926):
- Повесть «Кудеяров вир» (1928)
- Обреченные. Сказка-быль из недавнего прошлого (1930)
- Монастырские рассказы (1931)
- Таинственный монастырь (Рождественский рассказ доктора) (1931)
- цикл «Странные рассказы» (1936)

Д. Боханом написан ряд статей о русской, польской, белорусской литературе, фельетонов. Им опубликованы «Минские предания и легенды» (Минск, 1902), «Адам Мицкевич. Биографический очерк» (Вильно, 1911), «Двенадцатая книга (О поэзии Игоря Северянина)» (Вильно, 1921).

## Переводы
Зарекомендовал себя как талантливый переводчик на русский язык польской поэзии и знаток польской литературы. Немало его переводов стихотворений польских поэтов печаталось на страницах виленских русских газет (некоторые и выходили под его редакцией).
Он автор перевода «Слово о полку Игореве», напечатанного под заглавием «Игорь князь Северский. Древнерусская поэма» (Минск, 1897), произведений польских поэтов и прозаиков в периодике и сборнике «Из польской поэзии» (Минск, 1905), в том числе, А. Мицкевича, Ю. Словацкого, М. Конопницкой, И. Красицкого и других, а также чешских авторов, таких как, Ян Неруда, Ярослав Врхлицкий, В. Галек, с белорусского — переводил произведения Янки Купалы, Н. Арсеньевой, с литовского — Майрониса, Свирно Жвине, А. Якштаса и др.

## Публицистика
Д. Бохан являлся одним из белорусских экономистов-публицистов, которые активно критиковали большевистскую (марксистско-ленинскую) политику во время немецкой и польской оккупации Беларуси. Обращал внимание на чудовищную централизацию управления у большевиков, которая, по его мнению, вела к уничтожению творческой активности населения. Считал, что в Советской России существовала диктатура одной партии с ликвидацией всех демократических основ. Считал Карла Маркса косвенно виновным в негативных последствиях социального эксперимента большевиков, так как, по его мнению, ученый-экономист должен был предвидеть дальнейшее экономическое развитие. В 1919 году им был опубликован труд «Девальвация русского рубля» (Минский курьер. № 65 29 октября 1919 г.).
Использовал множество псевдонимов и криптонимов: Минчанин, А. Серебряный, Н. М. Серебрянский, М. И. Чернявский, Д. Слижень, Вова Крутиков, Додо, Д. Б., Д, Н. С., М. Ч., Пешком-бегающий и другие.